# Skupenské teplo tání
Skupenské teplo tání je (celkové) teplo, které přijme pevná látka při přechodu na kapalinu během tání.
Teplo, které přijme 1 kilogram látky se nazývá měrné skupenské teplo tání.

## Značení
- Značka: Lt
- Jednotka SI: joule, značka: J
- Používané násobky: kilojoule kJ, megajoule MJ

## Výpočet
Hodnotu skupenského tepla tání lze určit ze vztahu
{\displaystyle L_{t}=l_{t}.m\,},
kde m je hmotnost a lt je měrné skupenské teplo tání.